# مؤشر مادكس
مؤشر مادكس أو المؤشر المدمج للقيم الخاضعة للتداول الميتمر (بالإنجليزية: Moroccan Most Active Shares Index) هو أحد المؤشرات الرئيسية لبورصة الدار البيضاء. انطلق العمل به سنة 2004. مادكس مبني على غرار مؤشر مازي على نفس المبدأ (الرسملة العائمة) وعلى نفس الصيغ الحسابية، إلا أنه لا يأخذ بعين الاعتبار إلا قيم الأوراق المالية الأكثر نشاطاً وغير منقطعة التداول في السوق.
في 10 ديسمبر 2004، كان عدد القيم المدرجة في حساب مادكس 13 هي اتصالات المغرب، أونا، البنك التجاري المغربي، البنك المغربي للتجارة الخارجية، إسمنت لافارج، هولسيم، الشركة الوطنية للاستثمار، سامير، البنك الشعبي المركزي، صوناصيد، مناجم، تأمينات الوفاء والقرض العقاري والسياحي. كان عدد الأوراق المالية 1018 مليونا وبلغت الرسملة العائمة آنذاك 33.657 مليار درهم، أي بمعامل عائم بلغ 23.53%.
في 30 أكتوبر 2014، كان عدد القيم المدرجة في مادكس 53، بعدد أوراق مالية إجمالي 2248 مليونا و برسملة عائمة قدرها 112.06 مليار درهم.

## وصلات خارجية
- البيانات الكاملة للترجيح الراهن لمؤشر مادكس نسخة محفوظة 24 يناير 2018 على موقع واي باك مشين.